# Llengua edo
La llengua edo (amb diacrítics, Ẹ̀dó; també anomenada Bini [Benín]) és un llenguatge de la família de Volta-Niger parlat principalment en l'estat d'Edo, a Nigèria. Va ser i segueix sent l'idioma principal del poble edos d'Igodomigodo. El regne d'Igodomigodo va ser rebatejat Edo per Oba Eweka, després del qual els edos es refereixen a si mateixos com "fills d'Edo" (Oviedo). La capital d'Edo era Ubinu, coneguda com la ciutat de Benín pels portuguesos que van sentir per primer cop la parla dels itsekiri de la costa, on es pronuncia d'aquesta manera; aquest regne va arribar a ser conegut com l'Imperi de Benín a Occident.